# Studienberatung
Gegenstand der Studienberatung sind zum einen Beratungs- und Informationsangebote für die Studienwahl interessierter Personen, zum anderen für Studierende Themen wie Studienplanung, Hilfe bei Schwierigkeiten im Studium, Lern- und Arbeitsmethoden oder Entscheidungskonflikte sowie der Berufseinstieg und Weiterbildung (dann auch Studierendenberatung genannt). Es wird mitunter zwischen studienvorbereitender, Studieneingangs-, studienbegleitender und Studienausgangsberatung unterschieden.
Für Studierende werden auch Beratungen bei persönlichen bzw. psychologischen Problemen bis zur Vermittlung von Psychotherapie angeboten. Die Beratungsstellen sind oft und teilweise auch durch die Gesetzgeber vorgeschrieben an Universitäten angesiedelt, für die Studienwahl kann sie aber auch außerhalb sein (z. B. Deutschland: Arbeitsagentur, Schweiz: Kantonale Berufsberatungsstellen). In Deutschland ist die Studienberatung in jedem Land in den Landeshochschulgesetzen vorgesehen.
Träger der psychologischen Studienberatung in Deutschland sind oft die Studierendenwerke an Hochschulstandorten, viele Hochschulen bieten aber auch selbst eine psychologische Studienberatung im Rahmen des Service für Studierende an.
Hochschulen bieten auch Studienberatung für Schüler für alle Fragen rund um die Themen Studienorientierung, Studienwahl und erfolgreichen Start ins Studium an. Sie führen dazu Informations- und Beratungsveranstaltungen sowohl in der Hochschule wie auch direkt in den kooperierenden Schulen durch.

## Organisation
Studienberatung an Hochschulen ist heute die Regel und kann auf mehreren Ebenen organisiert sein:
- Zentrale Beratungseinrichtungen (Akademisches Auslandsamt), Career Service, Zentrale Studienberatung.
- Dezentrale Beratungseinrichtungen auf der Ebene der Fakultäten, Fachbereiche und wissenschaftlichen Einrichtungen der Hochschule.
- Ergänzende Beratungsangebote der Studierenden im jeweiligen Fach (Fachschaften) und zentral beim Allgemeinen Studierendenausschuss.

Jedes Studienfach an einer Hochschule hat in der Regel Mitarbeiter (Professoren oder Wissenschaftliche Mitarbeiter) benannt, die speziell für die Beratung der Studenten ihres Faches ausgewiesen sind. Diese Studienfachberater beraten zu allen Fragen, die zu einem erfolgreichen Studium eines Studienfachs auftreten können:
- Erstsemester-Einführungen und Tutorien,
- Stundenplangestaltung,
- Studienordnung und Prüfungsordnung des Faches,
- aber auch die Beratung von studieninteressierten Schülern zum Studium des Faches.

Die Studienfachberatung hat öffentlich bekanntgemachte Sprechstunden. In der Regel sind diese Sprechzeiten sowie alle Kontaktdaten (Telefon, Mail, Raumangaben in der Hochschule) bei den Zentralen Studienberatungsstellen zu erhalten.

## Öffentliche und private Studienberatung außerhalb der Universität
Diese Beratung bezieht sich vor allem auf die Studienwahl und die Karriereplanung nach dem Studium (Berufswahl).
In Deutschland bietet die Bundesagentur für Arbeit bundesweit Studienberatung an für die Zielgruppen:
- Schüler mit Hochschulzugangsberechtigung (Abitur, Fachhochschulreife, fachgebundene Hochschulreife)
- Berufserfahrene mit Studienwunsch (Studium ohne Abitur)
- Studenten mit verschiedenen Anliegen (z. B. Studiengangwechsel, Studienabbrecher, Einstieg in den Arbeitsmarkt)
- Berufserfahrene mit dem Wunsch Weiterbildungsstudium
- Eltern.

Der Psychologische Dienst der Bundesagentur für Arbeit bietet neben Beratungsangeboten auch Tests an, z. B. Studienfachberatungstest, Eignungstest (Inhalte werden abgesprochen). Die Beratungsangebote und Tests sind kostenfrei.
In der Schweiz existieren kantonale Berufsberatungsstellen, auch spezialisiert als Akademische Berufsberatung, welche vor allem Studienwahl und Karriereplanung zum Schwerpunkt haben.
In Österreich unterhält das Bundesministerium für Bildung, Wissenschaft und Forschung an sechs Standorten eine Psychologische Studierendenberatung, die sich der Studienwahl und der Beratung von Studierenden widmet.
Neben der Studienberatung in öffentlicher Trägerschaft bieten auch private Unternehmen eine professionelle Studienberatung an. Diese ist in der Regel kostenpflichtig. Ihr Vorteil: die Anbieter als Dienstleister haben am Erfolg der Beratung ein hohes Interesse und können so eine sehr hohe Beratungsqualität bieten. Zudem erfolgt die Beratung unabhängig im Sinne des „Kunden“. Bei der privaten Studienberatung gibt es verschiedene Schwerpunkte. Die meisten Anbieter haben sich auf die psychologische Beratung oder Eignungsdiagnostik spezialisiert. Daneben gibt es Berater, die das Zusammenbringen von Studienplatzsuchenden und Studienplatz als Schwerpunkt haben. Kern des Angebotes ist hier eine Form von Wissensmanagement.

## Ausbildung, Fach- und Berufsverbände
In Deutschland widmet sich die Gesellschaft für Information, Beratung und Therapie an Hochschulen (GIBeT e. V.) der Weiterentwicklung der Professionalisierung der Information, Beratung und Therapie an Hochschulen. Sie hat dazu ein Fortbildungscurriculum entwickelt und organisiert Fortbildungen zu den Themen Bildungs- und Beschäftigungssystem, pädagogisch und psychologische Theorien, Beratungskompetenzen, Gruppen- und Projektarbeit, Information und Kooperation sowie Qualitätssicherung.
Ein auch in Deutschland verbreiteter internationaler Weiterbildungs- und Qualitätsstandard ist der Global Career Development Facilitator (GCDF). Weiterbildungen zum Studienberater bieten verschiedene meist private Ausbildungsinstitute an.
In der Schweiz existiert ein Ausbildungsgang zum Berufs-, Studien- und Laufbahnberater, der in der Eidgenössischen Verordnung über die Berufsbildung BBV geregelt ist und berufsbegleitend aktuell an drei Einrichtungen angeboten wird.